# Daniel Colin
Daniel Colin (Parigi, 30 settembre 1933 – Tolone, 14 giugno 2019) è stato un politico francese, deputato dal 1986 al 1997.

## Biografia
Daniel Colin fu dottore in odontoiatria, ex docente presso la Facoltà di odontoiatria di Marsiglia, ex deputato, deputato onorario dell'Assemblea nazionale e presidente onorario di TVT Innovation.
È stato deputato del Var dal 1986 al 1997, consigliere regionale della Provenza-Alpi-Costa Azzurra dal 1981 al 1998, vicesindaco di Tolone dal 1977 al 1986 e consigliere municipale dal 1986 al 1997 e a completare l'ultimo incarico, fu membro del Consiglio d'Europa dal 1979 al 1994.
È stato membro del gruppo UDF all'Assemblea nazionale. Durante il suo mandato da deputato, ha fatto parte della Commissione Difesa Nazionale e Forze Armate, di cui è stato vicepresidente dal 1993 al 1997.
È figlio del generale di brigata Jean-Eugène Colin (1896-1972) e nipote del comandante Pierre Colin (1900-1944), combattente della Resistenza francese che creò l'Esercito segreto nella regione meridionale, arrestato dalla Gestapo nell'ottobre 1943 e poi giustiziato nel febbraio 1944.
È anche il padre di Jean-Pierre Colin, consigliere regionale PACA, e di Nathalie Colin-Oesterlé, europarlamentare.